# Panayotis Miliotis
Panayotis Miliotis (en griego: Παναγιώτης Μηλιώτης; Ioánina, 16 de abril de 1965) es un deportista griego que compitió en remo.
Ganó una medalla de plata en el Campeonato Mundial de Remo de 2001, en la prueba de cuatro scull ligero. Participó en los Juegos Olímpicos de Sídney 2000, ocupando el octavo lugar en la prueba de doble scull ligero.

## Palmarés internacional
| Campeonato Mundial | Campeonato Mundial | Campeonato Mundial | Campeonato Mundial  |
| Año                | Lugar              | Medalla            | Prueba              |
| ------------------ | ------------------ | ------------------ | ------------------- |
| 2001               | Lucerna (Suiza)    | Medalla de plata   | Cuatro scull ligero |